# Klaus Grünberg
Klaus Grünberg (* 20. November 1941 in Wismar) ist ein deutscher Schauspieler.

## Leben
Klaus Grünberg wuchs bis zu seinem 15. Lebensjahr in Wismar in der DDR auf und siedelte dann in die Bundesrepublik über. Seine Schauspielausbildung erfolgte in Berlin. Nach ersten Theaterengagements am Landestheater Coburg und am Staatstheater Kassel übernahm er anspruchsvolle Rollen in deutschen Fernsehfilmen, u. a. in Die Letzten (nach dem Theaterstück Die Letzten von Maxim Gorki) unter der Regie von Oswald Döpke (1967) und Schichtwechsel nach dem Drehbuch von Max von der Grün unter der Regie von Hans-Dieter Schwarze (1968). 1969 schloss daran der internationale Durchbruch mit dem Film More unter der Regie von Barbet Schroeder an. Nationale und internationale Film- und Fernsehauftritte folgten.

## Filmografie
Kino
- 1969: More – mehr – immer mehr
- 1970: Schmetterlinge weinen nicht
- 1972: Geradeaus bis zum Morgen – Regie: Peter Adam
- 1972: Drei Vaterunser für vier Halunken (Il grande duello)
- 1973: Kain – Regie: Dietmar Schönherr
- 1974: Drei Männer im Schnee
- 1974: Zum Abschied Chrysanthemen  – Regie: Florian Furtwängler
- 1982: Aufdermauer – Regie: Lutz Konermann
- 1984: Unerreichbare Nähe – Regie: Dagmar Hirtz
- 1987: Ätherrausch – Regie: Klaus Gengnagel
- 1988: The Great Escape II
- 1990: Feuer, Eis & Dynamit
- 1991: Martha und Ich – Regie: Jiří Weiss
- 2002: Das Verlangen
- 2007: Kronos – Regie: Olav F. Wehling
- 2011: White Tiger – Regie: Karen Shakhnazarov
- 2016: Blauhimmel – Regie: Camilla Guttner

Fernsehen
- 1967: Die Letzten – Regie: Oswald Döpke
- 1967: Tragödie in einer Wohnwagenstadt – Regie: Günter Gräwert
- 1968: Schichtwechsel – Regie: Hans-Dieter Schwarze
- 1971: Christa – Regie: Yves Ciampi
- 1972: Soldatenmord von Lebach – Regie: Rainer Söhnlein
- 1973: Okay S.I.R. „In Bombenform“ – Regie: Michael Braun
- 1973: La Nuit des Lilas – Regie: Jerôme Habans
- 1975: Tatort – Wodka Bitter-Lemon – Regie: Franz Peter Wirth
- 1975: Entscheidungen „Roswitha“ – Regie: Dagmar Damek
- 1976: Graf Yoster gibt sich die Ehre „Ein Mann mit vielen Feinden“ – Regie: Rudolf Jugert
- 1977: Kriegsspiel – Regie: Wolfgang Petersen
- 1979: Heinrich, der gute König (Le roi qui vient du sud) – Regie: Marcel Camus
- 1979: Die unsterblichen Methoden des Franz Josef Wanninger „Hausmusik“ – Regie: Peter Weck
- 1983: Les Chevaux du Soleil (Sonnenpferde) – Regie: François Villiers
- 1983: Martin Luther – Regie: Rainer Wolffhardt
- 1985: Skizze eines Unglücks – Regie: Hilde Bechert
- 1987: Flucht aus Sobibor (Escape from Sobibor) – Regie: Jack Gold
- 1988: Nonni und Manni – Regie: Ágúst Guðmundsson
- 1989: Forsthaus Falkenau – Regie: Wolfgang Luderer
- 1990: La Milliardaire – Regie: Jacques Ertaud
- 1990: Liebes Leben – Regie: Wolfgang Panzer
- 1991: Der Fahnder – Tauschgeschäfte – Regie: Wolfgang Panzer
- 1992: Derrick „Tage des Zorns“ – Regie: Günter Gräwert
- 1994: Die Direktorin „Rattenfänger“ – Regie: Wolfgang Panzer
- 1995: Peter Strohm „Skarabäus“ – Regie: Diethard Klante
- 1995: Zugriff „Aye, aye Sir!“ – Regie: Holger Barthel
- 1997: Der Rächer der Stille – Regie: Roland Zag
- 1998: JETS – Leben am Limit „Lockvogel“ – Regie: Klaus Witting
- 1998: Pi, die Polizistin – Regie: Carolin Otto
- 1998: Liebe im Schatten des Drachen – Regie: Otto Alexander Jahrreiss
- 1999: Move on up – Regie: Holger Barthel
- 1999: Amor – Todesspiel aus Liebe – Regie: Holger Barthel
- 2000: Alarm für Cobra 11 „Ehrensache“ – Regie: Axel Barth
- 2000: Liebe Pur – Regie: Florian Richter
- 2001: Die Wache „Totentanz“ – Regie: Carsten Meyer-Grohbrügge
- 2001: Himmlische Helden – Regie: Carsten Fiebeler
- 2002: Das Jesus Video – Regie: Sebastian Niemann
- 2013: Blutsschwestern – jung, magisch, tödlich – Regie: Kai Meyer-Ricks
- 2019: Der Andere – Regie: Lukas Baier